# Marek Wisła (matematyk)
Marek Wisła – polski matematyk, doktor habilitowany nauk matematycznych. Specjalizuje się w analizie matematycznej i funkcjonalnej. Profesor nadzwyczajny na Wydziale Matematyki i Informatyki Uniwersytetu im. Adama Mickiewicza w Poznaniu, gdzie w kadencji 2012–2016 pełni funkcję prodziekana ds. finansowych i organizacyjnych.

## Życiorys
Stopień naukowy doktora uzyskał w 1982 na podstawie pracy pt. Przestrzenie Orlicza-Musielaka funkcji o wartościach w przestrzeni liniowo-topologicznej, przygotowanej pod kierunkiem Juliana Musielaka. Habilitował się w 1993 na podstawie dorobku naukowego i rozprawy pt. Stabilność w Lφ(μ) a punkty ekstremalne w C(K,Lφ(μ)). Pracuje jako profesor nadzwyczajny w Zakładzie Teorii Przestrzeni Funkcyjnych Wydziału Matematyki i Informatyki UAM.
Artykuły publikował w takich czasopismach jak m.in. „Nonlinear Analysis”, „Journal of Mathematical Analysis and Applications” oraz „Archiv der Mathematik”.